# Кемеровська вулиця (Київ, Воскресенка)
Ке́меровська ву́лиця — зникла вулиця, що існувала в Дніпровському районі міста Києва, місцевість Воскресенська слобідка. Пролягала від вулиці Остафія Дашкевича до вулиці Сулеймана Стальського.

## Історія
Виникла у 50-ті роки ХХ століття під назвою Нова вулиця. Назву Кемеровська (на честь російського міста Кемерово) вулиця набула 1958 року.
Ліквідована 1977 року у зв'язку зі знесенням старої забудови Воскресенської слобідки та частковим переплануванням місцевості.
Зараз існує Кемеровська вулиця в районі промвузла Оболонь. Проходить від Богатирської вулиці до кінця забудови.